# Tro-Bro Léon 2010
Il Tro-Bro Léon 2010, ventisettesima edizione della corsa e valida come evento dell'UCI Europe Tour 2010 categoria 1.1, si svolse il 18 aprile 2010 su un percorso totale di circa 205,5 km. Fu vinto dal francese Jérémy Roy che terminò la gara in 4h58'26", alla media di 41,316 km/h.
Al traguardo 52 ciclisti portarono a termine il percorso.

## Ordine d'arrivo (Top 10)
| Pos. | Corridore         | Squadra       | Tempo    |
| ---- | ----------------- | ------------- | -------- |
| 1    | Jérémy Roy        | FDJ           | 4h58'26" |
| 2    | Renaud Dion       | Roubaix       | a 3"     |
| 3    | Loyd Mondory      | AG2R La Mon.  | a 5"     |
| 4    | Jean-Luc Delpech  | Bretagne      | s.t.     |
| 5    | Florian Vachon    | Bretagne      | a 13"    |
| 6    | Benoît Daeninck   | Roubaix       | a 38"    |
| 7    | Cyril Lemoine     | Saur-Sojasun  | s.t.     |
| 8    | Perrig Quéméneur  | Bouygues Tel. | s.t.     |
| 9    | Romain Lemarchand | BigMat        | a 43"    |
| 10   | Jimmy Engoulvent  | Saur-Sojasun  | a 1'22"  |